# 't Kasteeltje (Opdorp)

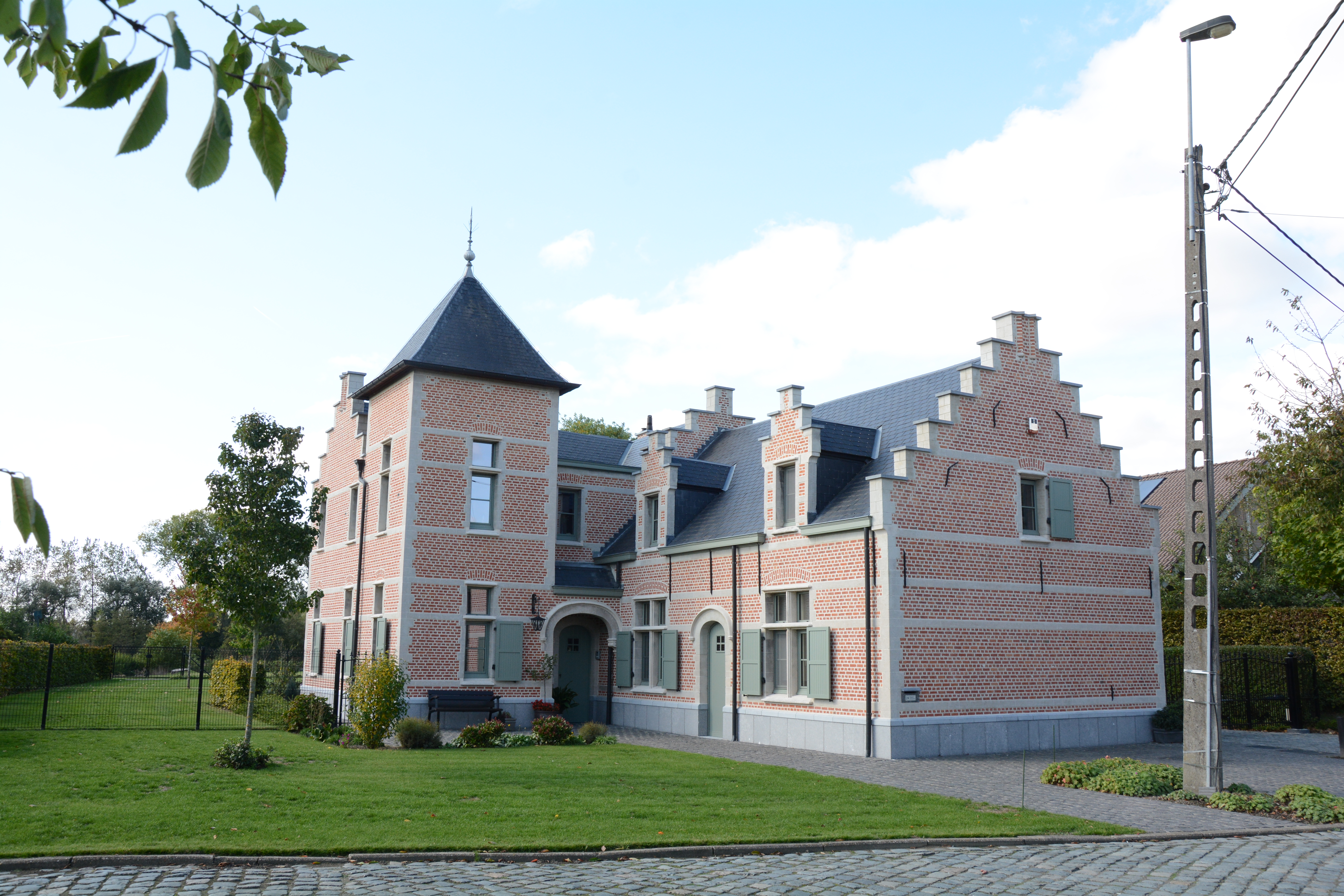
't Kasteeltje

 't Kasteeltje is een kasteel in de tot de Oost-Vlaamse gemeente Buggenhout behorende plaats Opdorp, gelegen aan de Brusselmansstraat 24.
Dit kasteeltje werd gebouwd in 1913 in opdracht van Alex Walgraef naar ontwerp van Edward Careels.
Het is gebouwd in baksteen en zandsteen in historiserende stijl die doet denken aan Vlaamse neorenaissance met trapgevels, korfboogdeuren en een kasteelachtig torentje.